# Журавка (Орловська область)
Журавка (рос. Журавка) — селище у Дмитровському районі Орловської області Російської Федерації.
Населення становить 1 особу. Входить до муніципального утворення Домаховське сільське поселення.

## Історія
Населений пункт розташований у межах Чорнозем'я та історичного Дикого Поля. 30 липня 1928 року у складі Орловського округу Центрально-Чорноземної області, 13 червня 1934 року після ліквідації Центрально-Чорноземної області населений пункт увійшов до складу новоствореної Курської області.
З 27 вересня 1937 року район у складі новоствореної Орловської області.
Від 2013 року входить до муніципального утворення Домаховське сільське поселення.

## Населення
| 1979 | 2002 | 2010 |
| ---- | ---- | ---- |
| 55   | ↘23  | ↘1   |